# Corrupción en Paraguay
Paraguay es el segundo país más corrupto de Sudamérica, según el Índice de Percepción de la Corrupción 2022. Ocupa el cuarto lugar mundial en criminalidad organizada. La corrupción en Paraguay es un fenómeno que afecta diversas instituciones y niveles del gobierno, la administración pública y el sector privado del país. A lo largo de las últimas décadas, ha sido un tema recurrente en la política y la sociedad paraguayas, que ha sido objeto de investigaciones tanto a nivel nacional como internacional. A pesar de los esfuerzos por combatirla, la corrupción sigue siendo uno de los principales desafíos para el desarrollo y la gobernabilidad del país. Diversos índices mundiales pasados sitúan a Paraguay entre los más bajos de Sudamérica, en las mediciones de corrupción, Estado de derecho y crimen organizado, según la Embajada de los Estados Unidos en Paraguay. El Índice de Percepción de la Corrupción 2022 de Transparencia Internacional, ubica a Paraguay como el segundo país más corrupto de América del Sur, y lo posiciona 137, entre 180 naciones analizadas. Por su parte, el Índice de Capacidad para Combatir la Corrupción, sitúa a Paraguay en el octavo puesto, entre diez países evaluados en Sudamérica. En tanto, el Índice Global de Corrupción, posiciona a Paraguay en el puesto 140 entre 196 países, y en el noveno lugar de los doce sudamericanos. Asimismo, el Índice Global de Crimen Organizado 2023, revela que Paraguay es el cuarto país en el mundo, de 193 naciones analizadas, con mayor criminalidad organizada.

## Historia
La corrupción en Paraguay tiene raíces profundas en la historia política del país, exacerbadas por la falta de transparencia, el clientelismo y el control sobre las instituciones del Estado. Durante la dictadura de Alfredo Stroessner (1954-1989), la corrupción fue institucionalizada como parte del régimen, donde se establecieron redes de favores entre funcionarios públicos y empresarios ligados al poder.
Después de la caída de Stroessner y el retorno a la democracia, la corrupción siguió siendo una constante en la política paraguaya, con altos niveles de impunidad y la persistencia de prácticas corruptas en diversas áreas del gobierno.

## Manifestaciones de la corrupción
La corrupción en Paraguay se manifiesta en diversas formas, siendo los sobornos una de las más visibles, en los cuales los funcionarios públicos exigen pagos ilegales a cambio de favores o servicios. Se observa el desvío de fondos públicos, donde los recursos destinados a proyectos y programas sociales son mal administrados o sustraídos por agentes públicos. A esto se suma el nepotismo y el clientelismo, prácticas que favorecen a familiares y aliados políticos con cargos o contratos dentro de la administración pública, distorsionando el acceso equitativo a oportunidades. A su vez, el lavado de dinero se presenta como un mecanismo mediante el cual se ocultan fondos de origen ilícito utilizando empresas o paraísos fiscales. A estas formas de corrupción se pueden agregar otras prácticas igualmente perjudiciales, como el abuso de poder, la manipulación de procesos judiciales y el tráfico de influencias, que contribuyen al mantenimiento de redes de poder que favorecen intereses particulares en detrimento del bien común.

## Algunos casos
En la historia reciente de Paraguay, han surgido varios casos de corrupción que han sido cubiertos por los medios internacionales. La Operación Berilo, en 2017, desmanteló una red de sobornos y lavado de dinero que involucraba a funcionarios públicos y empresarios de la construcción. Los funcionarios responsables de adjudicar contratos públicos recibían sobornos a cambio de asegurar la asignación de obras.
La Entidad Binacional Yacyretá (EBY) ha estado involucrada en casos de corrupción relacionados con exfuncionarios acusados de desvíos de fondos y enriquecimiento ilícito. En 2018, Óscar Thomas, exdirector ejecutivo de la EBY, fue acusado de enriquecimiento ilícito relacionado con la construcción de una mansión en Misiones, Argentina, cuyos fondos se sospechaba que provenían de actividades corruptas. En 2022, el Departamento de Estado de los Estados Unidos designó a Juan Carlos Duarte, asesor jurídico de la EBY, por su participación en actos de corrupción, acusándolo de abusar de su posición dentro de la entidad para su beneficio personal.
En la Administración Nacional de Electricidad (ANDE), en 2024, Anadelia Acosta Armoa, funcionaria del Congreso, y su pareja Ovidio Ramón Oviedo Brítez fueron imputados por apropiación indebida de indemnizaciones destinadas a familias de trabajadores fallecidos de la ANDE, desviando 725 millones de guaraníes que debían ser entregados a las familias afectadas. En 2025, la ANDE intervino en varios suministros de media tensión en Ciudad del Este, detectando irregularidades como conexiones directas y medidores adulterados.
El expresidente de Paraguay, Horacio Cartes, ha sido implicado en diversas investigaciones por corrupción y lavado de dinero. En 2022, el Departamento de Estado de los Estados Unidos lo designó como «significativamente corrupto», señalando su participación en actos de corrupción y obstrucción de una investigación internacional sobre crimen transnacional. En 2023, el Departamento del Tesoro de los Estados Unidos impuso sanciones adicionales a Cartes, prohibiéndole negociar con empresas estadounidenses y acceder al sistema financiero de ese país. Las sanciones afectaron a varias de sus empresas, acusándolo de usar su influencia para beneficiar su conglomerado empresarial y desviar fondos públicos.

## Respuestas al problema
A lo largo de los años, Paraguay ha adoptado diversas medidas para combatir la corrupción. Las medidas del presidente Nicanor Duarte Frutos para combatir la corrupción durante su administración, –de 2003 a 2008–, incluyeron el aumento de las penas por evasión fiscal y otras medidas para incrementar los ingresos fiscales, un mayor control del gasto público y una represión al comercio de contrabando y bienes falsificados. También destituyó a miembros de la Corte Suprema de Justicia después de que surgieran acusaciones de corrupción en su contra. Se han promulgado leyes para endurecer las penas contra la corrupción y establecer mecanismos de control más estrictos en el sector público. Por ejemplo, la ley 5282/2014 garantiza el libre acceso ciudadano a la información pública y promueve la transparencia gubernamental. Se han implementado políticas para aumentar la transparencia, como la creación de la Secretaría Nacional Anticorrupción (Senac) y la Ley de Acceso a la Información Pública, que permite a los ciudadanos acceder a información sobre la gestión pública. El Portal Unificado de Acceso a la Información Pública facilita el acceso a datos gubernamentales. Paraguay ha ratificado tratados y acuerdos internacionales, como la Convención Interamericana contra la Corrupción, que busca fortalecer la cooperación en la lucha contra la corrupción. La ley 977/1996 aprueba esta convención, comprometiendo al país a implementar medidas para prevenir, detectar, sancionar y erradicar actos de corrupción.
En su visita a Paraguay, en el marco de una serie de conferencias en 2014, John C. Maxwell propuso que la lucha contra la corrupción en el liderazgo político debe centrarse en la promoción de valores sólidos. Según Maxwell, la corrupción no puede ser combatida únicamente con leyes, sino que es necesario fomentar valores en diversas esferas de la sociedad, como la familia, la educación y los medios de comunicación. También señaló que, a pesar de obstáculos como la baja autoimagen y la percepción de corrupción, el liderazgo transformacional es posible en Paraguay, destacando la importancia de invertir en el desarrollo personal y en la selección de las personas adecuadas para crear un liderazgo genuino y sostenible.

## Impacto de la corrupción
La corrupción en Paraguay tiene un impacto negativo en el desarrollo económico y social del país. Desvía recursos que podrían haberse invertido en infraestructura, salud y educación, perpetuando la desigualdad y limitando las oportunidades para muchos paraguayos. Además, la corrupción debilita la confianza en las instituciones gubernamentales y fomenta la desafección de la ciudadanía hacia el sistema político.

## Opinión pública y percepción
Según diversas encuestas realizadas por organizaciones internacionales como Transparency International, la percepción de la corrupción en Paraguay es «alarmantemente alta». A menudo, los ciudadanos perciben que las instituciones encargadas de investigar y sancionar la corrupción no cumplen con su labor de manera efectiva.

### En inglés
- Buscaglia, E. (2000). Corruption in Latin America: Implications for the Future. Harvard University Press. ISBN 978-0674002631.
- Siavelis, P. M. (2000). Political Corruption in Latin America: The Role of Political Parties and State Institutions. Latin American Politics and Society, Cambridge University Press. doi 10.1111/j.1548-2456.2000.tb00038.x.
- Rose-Ackerman, S. (1999). Corruption, Democracy and Governance: Economic Perspectives. Journal of Politics in Latin America, 10(2), pp. 33-47.
- Santana, J. P. (2001). Corruption and Governance in Latin America: Analyzing Political Corruption in Paraguay. Latin American Politics and Society. Cambridge University Press. ISBN 978-0521708330.
- Peréz, E. M. (2007). The Politics of Corruption: Paradox, Power, and Democracy in Paraguay. Cambridge Studies in Comparative Politics. Cambridge University Press. ISBN 978-0521763148.
- García, A. (2003). State Capacity, Corruption, and Political Governance in Paraguay. Harvard Kennedy School Working Paper. doi 10.2139/ssrn.923130.
- López, J. C. (2008). Corruption and Economic Development in Paraguay. Inter-American Development Bank. ISBN 978-1931003241.